# Campeonato Uruguaio de Futebol de 1945 – Segunda Divisão
A Segunda Divisão Uruguaia de 1945, também conhecida como Segunda Divisão do Campeonato Uruguaio de 1945 ou oficialmente como Campeonato Uruguayo de Primera División "B" de 1945 ou simplesmente como Primera "B" de 1945, foi a quarta edição da segunda divisão profissional do futebol no Uruguai.
O Progreso sagrou-se campeão da temporada e garantiu o acesso para a primeira divisão do Campeonato Uruguaio de 1946. Assim como em 1943, a artilharia da temporada ficou com M. Ladem, jogador do time campeão, que marcou 15 gols ao longo da competição.
Na parte de baixo da tabela, ao final da temporada, o San Carlos, que já tinha ficado em penúltimo na edição inaugural, acabou sendo rebaixado para a Divisional Intermedia, nome da terceira divisão do futebol uruguaio entre 1943 e 1971.

## Regulamento
O campeonato foi disputado no sistema de pontos corridos, de forma contínua, em turno e returno, sendo 7 (sete) jogos de ida e 7 (sete) jogos de volta, sagrando-se campeão o clube que acumular o maior número de pontos ganhos em toda a disputa. Além do título, o campeão garante acesso à primeira divisão do Campeonato Uruguaio de 1946. O último colocado na tabela ao final das 14 rodadas será rebaixado para a terceira divisão uruguaia da próxima temporada.

## Participantes
Um total de 8 clubes participaram da edição de 1945. Seis deles remanescentes da edição de 1944: Bella Vista, Cerro, Danubio, Fénix, Progreso e San Carlos. Os outros dois participantes vieram de divisões distintas: o Racing, veio como rebaixado da primeira divisão de 1944, e o Olivol, como campeão da Divisional Intermedia de 1944.

## Tabela
| Classificação | Classificação | Pts. | J  | V | E | D  | GP | GC | SG  | Resultado final     |
| ------------- | ------------- | ---- | -- | - | - | -- | -- | -- | --- | ------------------- |
| 1             | Progreso      | 22   | 14 | 9 | 4 | 1  | 35 | 20 | 15  | Campeão — Promovido |
| 2             | Racing        | 20   | 14 | 8 | 4 | 2  | 30 | 15 | 15  |                     |
| 3             | Danubio       | 17   | 14 | 7 | 3 | 4  | 28 | 17 | 11  |                     |
| 4             | Bella Vista   | 17   | 14 | 6 | 5 | 3  | 23 | 14 | 9   |                     |
| 5             | Cerro         | 16   | 14 | 7 | 2 | 5  | 29 | 16 | 13  |                     |
| 6             | Fénix         | 11   | 14 | 2 | 7 | 5  | 18 | 20 | −2  |                     |
| 7             | Olivol        | 6    | 14 | 2 | 2 | 10 | 13 | 43 | −30 |                     |
| 8             | San Carlos    | 3    | 14 | 0 | 3 | 11 | 15 | 46 | −31 | Rebaixado           |

| Fonte: Segunda División Profesional (em castelhano) |